# 경산시민의 날
경산시민의 날 축제는 경상북도 경산시에서 개최하는 시민 축전이다.

## 개요
경산시민의날 문화 축제는 경산시 인구 25만 시대의 개막을 맞아 경산시가 경북의 중추도시로 발전 할 수 있도록 시민의 역량을 한데 모으고 집결된 경산의 에너지를 승화 발전시키는데 그 목적이 있는 시민화합의 축제 한마당이다.
청소년, 노인 등 각계각층의 많은 시민이 참여하는 행사로 전개 하기 위해 전통놀이와 현대문화를 조화롭게 창출하여 다양한 볼거리와 경산시 모든 시민이 직접 참가하여 체험할 수 있는 다양한 프로그램의 개발과 알찬 행사가 될 수 있도록 행사를 준비하고 있다.
특히, 2007년 12회째를 맞이하는 경산시민의날 문화축제에는 교육, 문화, 산업, 환경, 복지가 잘 어우러진 부자도시, 행복도시, 건설을 위한 축제의 장으로 거듭나기 위하여 기획한 경산현감 행차 재현 시가행진 등의 특별행사도 개최되었다. 경산시민의날 문화축제는 매번 격년제로 시민체육대회와 번갈아 개최되고 있다.
경산시민의날 문화축제는 매년 홀수년도에 개최되고 있으며, 시민들이 기다려지는 축제, 준비된 축제로 25만 경산시민들의 화합된 힘과 열정을 보여줄 수 있는 문화행사로서 시민들이 문화의 자긍심을 느낄 수 있는 고품격 축제로 거듭나고 있다.
경산시민의날 문화축제는 경산의 전통 문화의 산실로서 밝고 힘찬 경산의 미래이다.